# Злетовски манастир
Злетовският манастир „Света Богородица Балаклия“ (на македонска литературна норма: Злетовски манастир „Света Богородица Балаклија“) е православен мъжки манастир край пробищипското село Злетово, Северна Македония, част от Злетовската парохия в Щипското архиерейско наместничество на Брегалнишката епархия на Македонската православна църква – Охридска архиепископия. Разположен е близо до Зеленград и на пет километра от Злетово, на Злетовската река. Метох е на Лесновския манастир.
Манастирът е осветен в 2010 година от Стефан Охридски и Македонски. В градежа му участват майстори от Мала Преспа, Албания.